# ناديه الكسندر
ناديه الكسندر (بالإنجليزية: Nadia Alexander)‏ هي ممثلة أمريكية، ولدت في 5 أبريل 1993 بكولومبيا في الولايات المتحدة.

## وصلات خارجية
- ناديه الكسندر على موقع IMDb (الإنجليزية)
- ناديه الكسندر على موقع قاعدة بيانات الفيلم (الإنجليزية)